# Antiblemma chauxi
Antiblemma chauxi är en fjärilsart som beskrevs av Paul Dognin 1897. Antiblemma chauxi ingår i släktet Antiblemma och familjen nattflyn. Inga underarter finns listade i Catalogue of Life.